# Calstone Wellington
Calstone Wellington är en by i civil parish Cherhill, i distriktet Wiltshire, i grevskapet Wiltshire, i England. Byn är belägen 12 km från Chippenham. Calstone Wellington var en civil parish fram till 1890 när blev den en del av Calne Without. Denna civil parish hade 45 invånare år 1881. Byn nämndes i Domedagsboken (Domesday Book) år 1086, och kallades då Calestone.